# Cord Buzău
Cord Buzău este o companie producătoare de cord metalic, cabluri și sârme din România.
Compania și-a început activitatea în anul 1976, ca fabrică producătoare de cord metalic pentru armarea anvelopelor auto.
Pachetul majoritar de acțiuni al Cord SA a fost preluat în anul 2007 de către Nordexo Manufacturing, care deține în prezent 90% din acțiunile companiei.
Nordexo este deținută de oamenii de afaceri Horia Simu și Horia Pitulea.
Nordexo mai deține companiile GlassCorp, Lipomin, Ipronef (Institutul de inginerie, consultanță și proiectare pentru metalurgia neferoasă).
Societatea este listată la Bursa de Valori București cu simbolul CORZ.
Cifra de afaceri în 2007: 3 milioane euro